# Дерсу Узала
Дерсу́ Узала́ (1849 — 13 березня 1908) — мисливець, корінний житель Уссурійського краю, учасник експедицій В. К. Арсеньєва. Виступає головною дійовою особою в романах В. К. Арсеньєва «По Уссурійському краю» та «Дерсу Узала».

## Біографія
Дерсу Узала народився в Уссурійському краї, який до 1860 року входив до складу імперії Дай-Цін-Го. Свою національність Дерсу визначив так: «Моя гольд». Втратив родину в результаті епідемії віспи. Кочував в долині річки Уссурі, займаючись промисловим полюванням на хутрового звіра.
З 1902 (за іншими відомостями, з 1906) року брав участь як провідник в експедиціях під керівництвом відомого російського мандрівника, письменника, дослідника Уссурійського краю Володимира Клавдієвича Арсеньєва.
Загинув 13 березня 1908 року в районі залізничної станції Корфовська в результаті розбійного нападу.

## Персонаж книг Арсеньєва

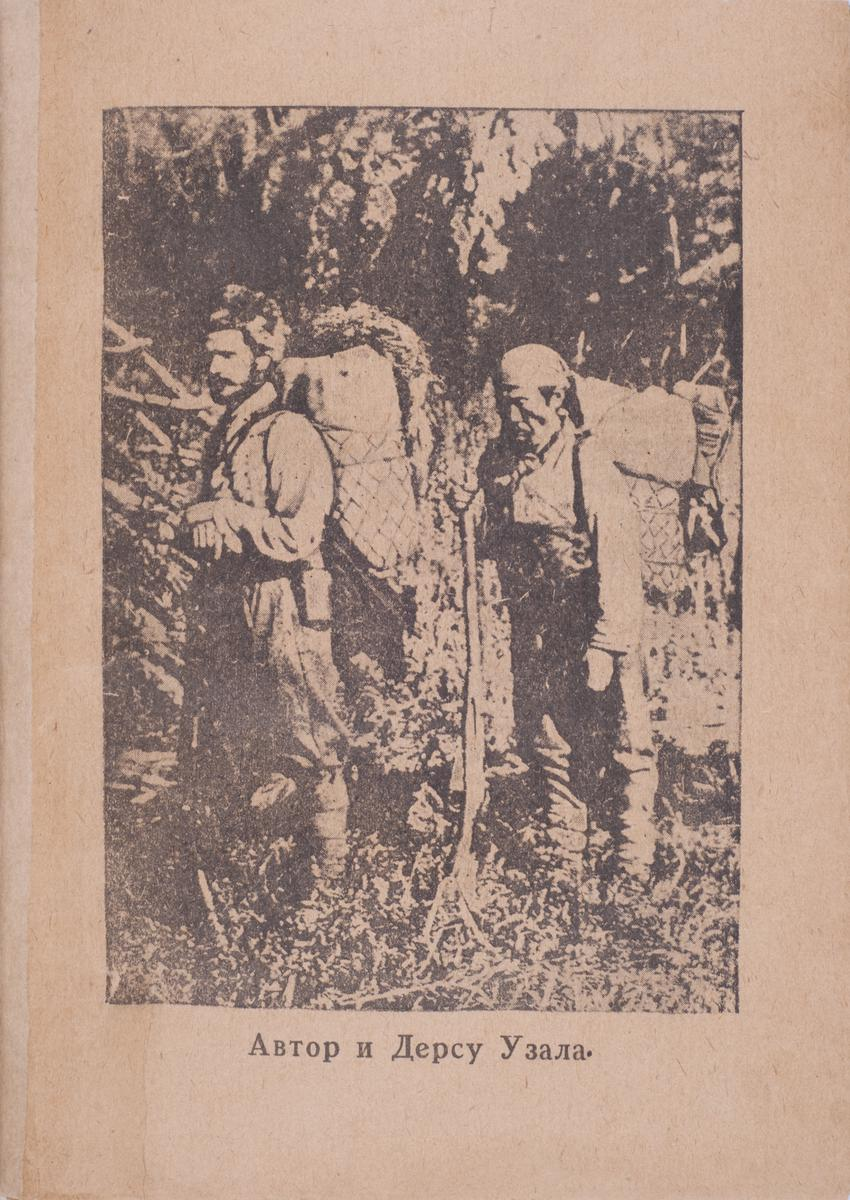
Сторінка одного з перших видань книги «По Уссурійському краю». На фотографії — В. К. Арсеньєв і Дерсу Узала.

Дерсу Узала був провідником у Арсеньєва. Військовий інженер-топограф Арсеньєв Володимир Клавдійович і «лісова людина» Дерсу з 1902 по 1907 пройшли разом багато кілометрів уссурійської тайги і стали великими і добрими друзями. Після експедиції 1907 року Арсеньєв запросив напівсліпого Дерсу жити в його будинку в Хабаровську. Дерсу переїхав до Хабаровська, він дуже любив свого «капітана» (капітана — так він називав Арсеньєва), але життям в місті обтяжувався. Йому було «душно» в чотирьох стінах.
Навесні 1908 року він розпрощався зі своїм добрим другом «капітана» і рушив пішки з Приамур'я в Приморський край, на свою батьківщину, до витоків річки Уссурі.
Дерсу Узала знайшли вбитим поблизу станції Корфовська, недалеко від Хабаровська. Сутінки застали його в дорозі; Дерсу розвів вогнище біля самої дороги, щоб скоротати холодну весняну ніч. Цінностей у Дерсу не було, проте грабіжники заволоділи його гвинтівкою, яка була вельми цінною річчю для тайгових жителів. За заявою Арсеньєва, Дерсу був убитий 13 березня 1908 року каторжником Козловим в районі перевалу Хехцир, поблизу кам'яного кар'єру.
Нині у селищі Корфовський, недалеко від місця загибелі Дерсу, в пам'ять про нього поставлена гранітна брила, і школярі посадили навколо неї сосни.

## Прототип

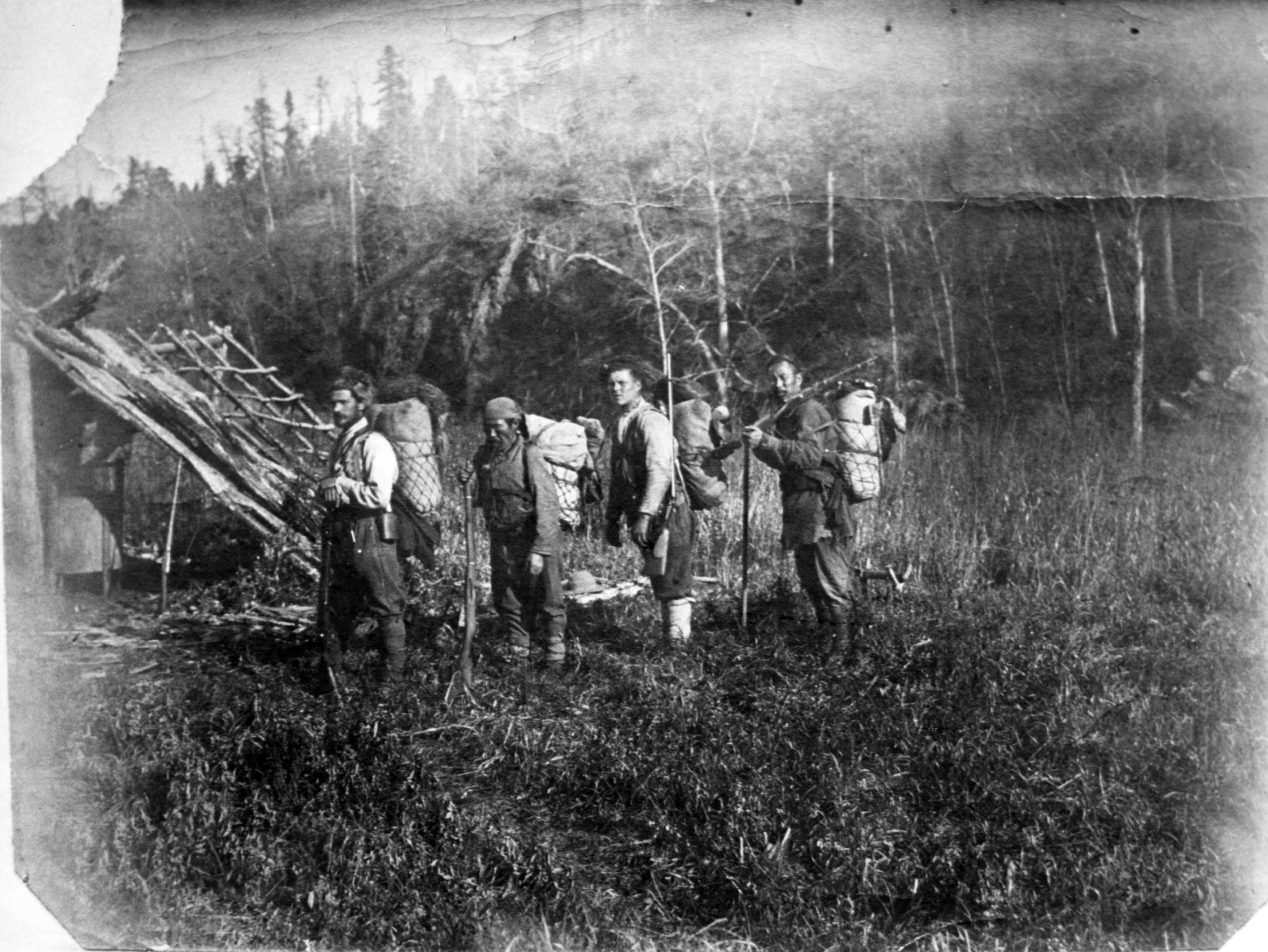
У. К. Арсеньєв, Дерсу Узала, невстановлена особа і Чжан Бао (зліва направо) в поході по басейну річки Такема

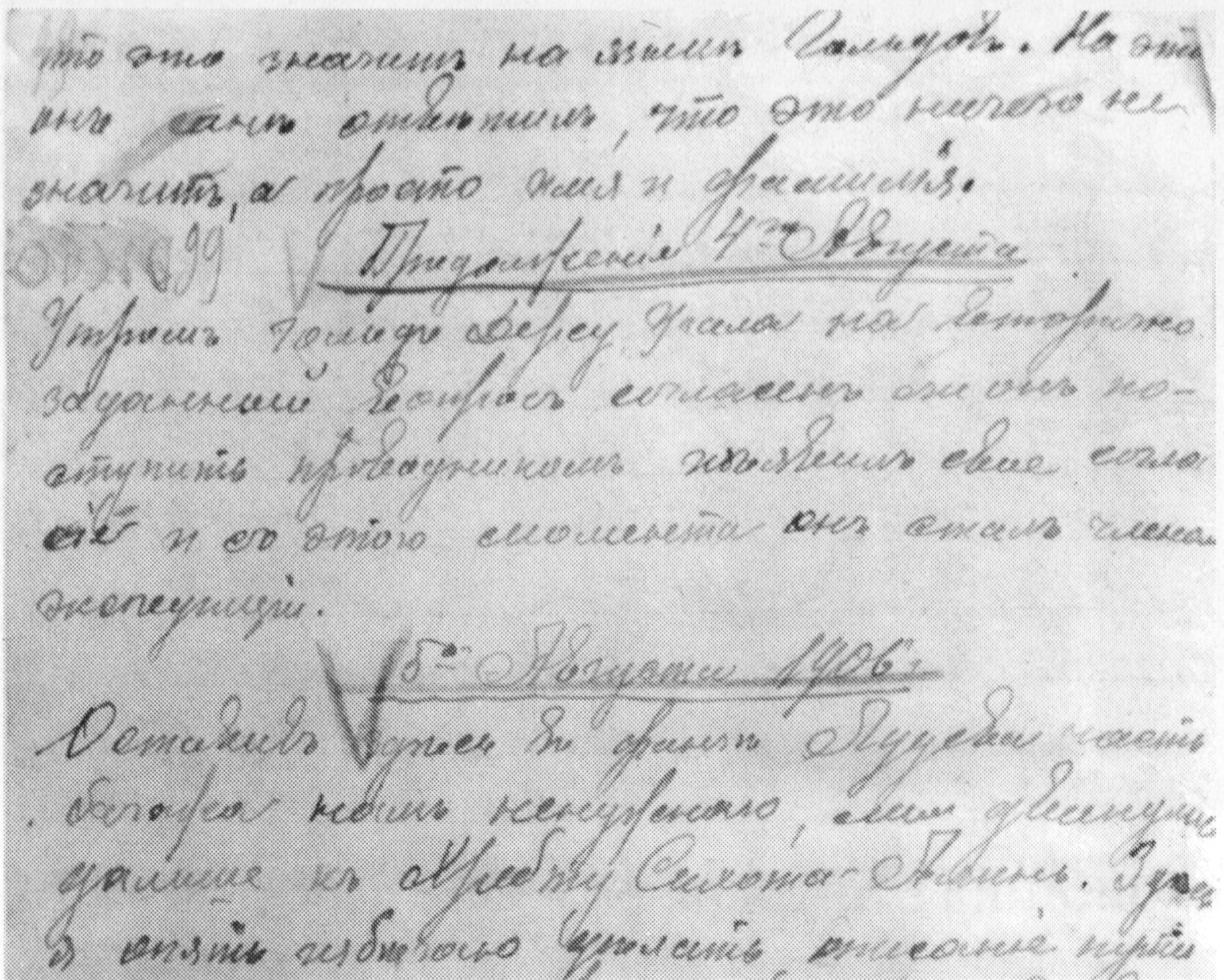
Сторінка дорожнього щоденника В. К. Арсеньєва від 4 (17) серпня 1906 із записом про згоду Дерсу Узала стати провідником.

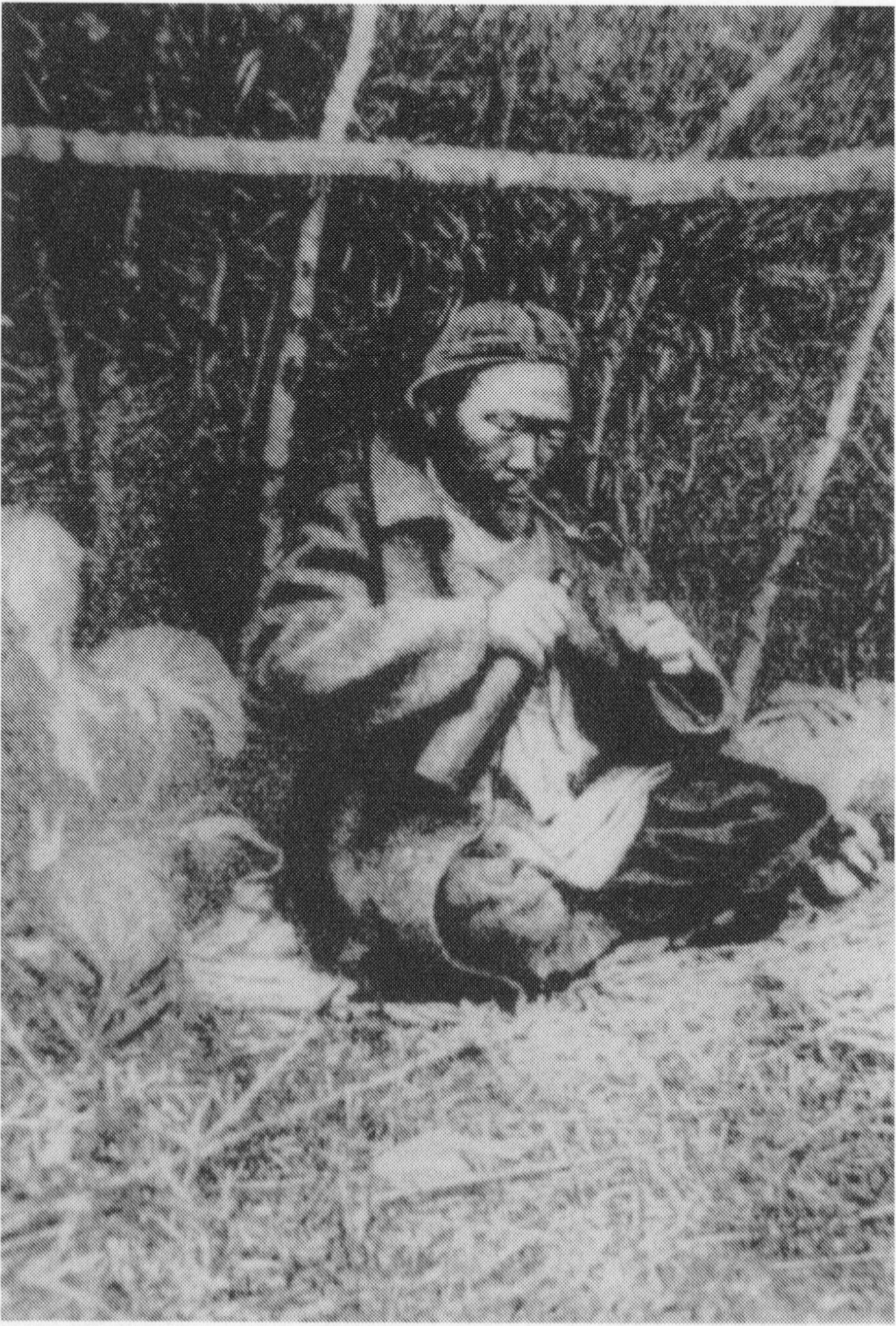

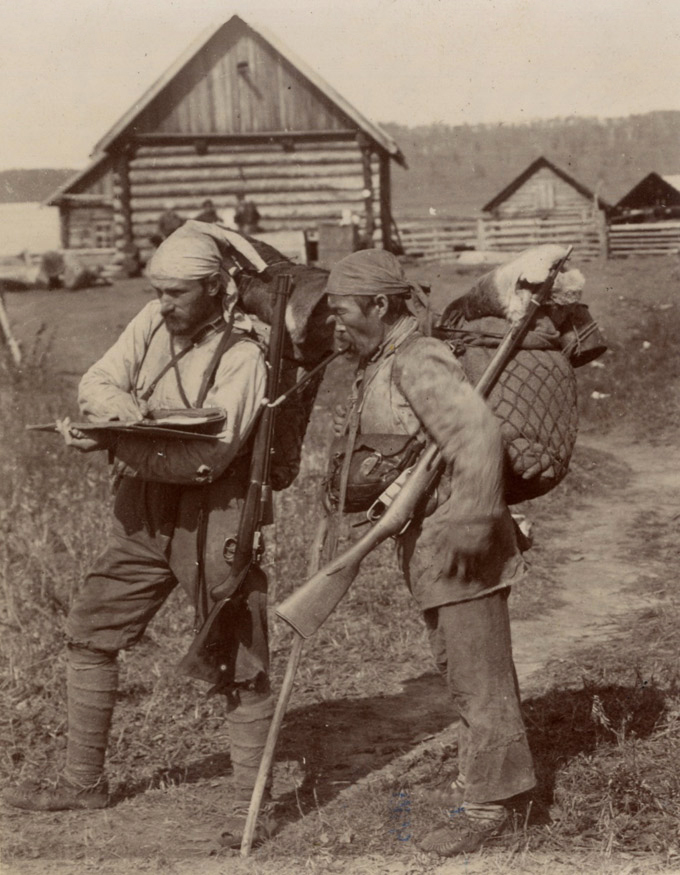
Володимир Арсеньєв і Дерсу Узала в експедиції 1 906 роки після маршруту по річці Кулумбі.

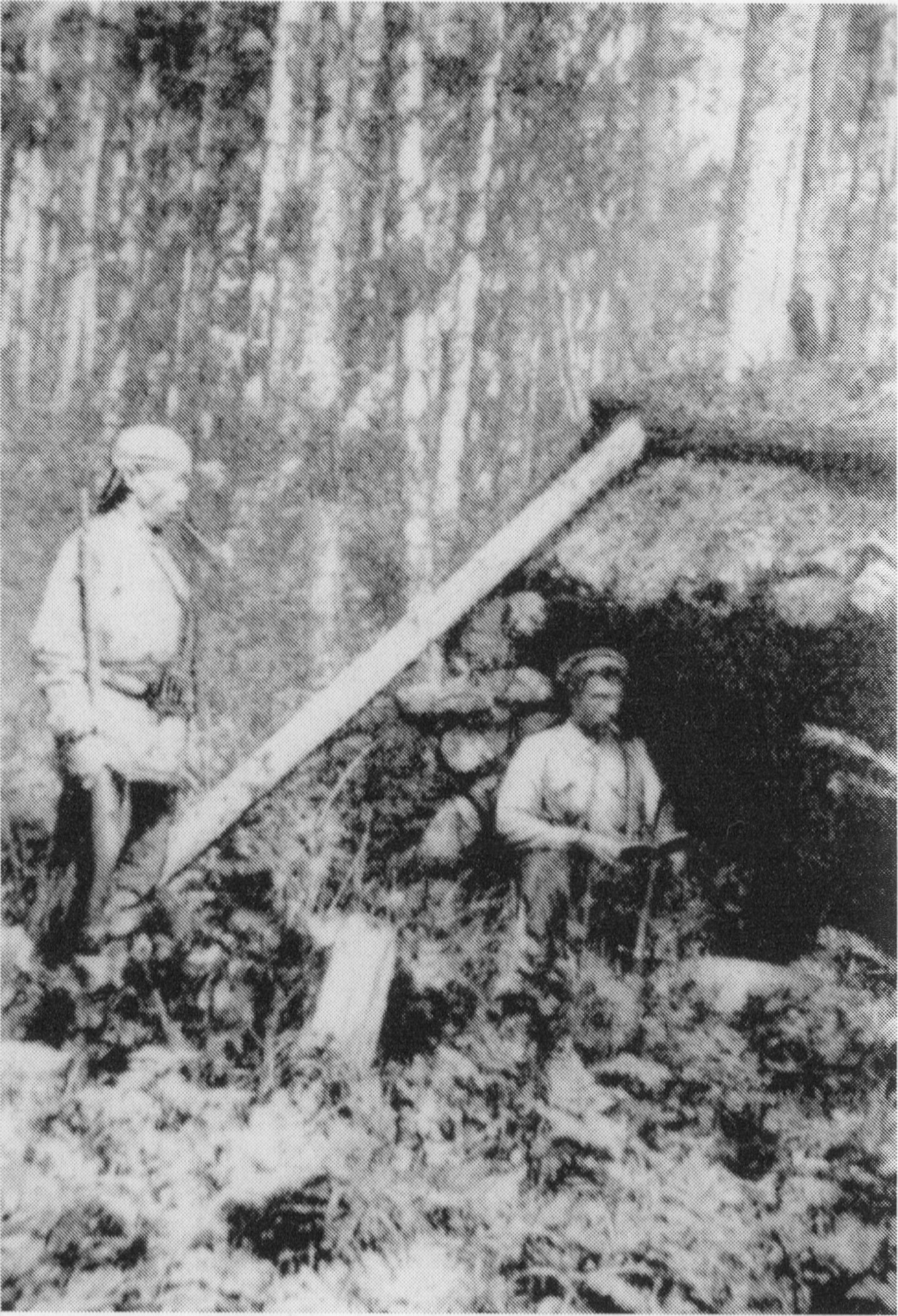
Дерсу Узала в експедиціях В. К. Арсеньєва

Хоча Дерсу Узала — реально існуюча людина, згаданий у щоденниках Арсеньєва, однак в силу часткової белетризації книг «По Уссурійському краю» і «Дерсу Узала», — образ Дерсу дещо змінений. Його справжнє ім'я — Дерчу́ Оджа́л (Дерчу з роду Оджал). Це підтверджується приміткою В. К. Арсеньєва до передмови в першому виданні книги «По Уссурійському краю» і словами Анни Костянтинівни, першої дружини Арсеньєва.
На підставі збережених експедиційних щоденників Арсеньєва вважається, що він познайомився з Дерсу лише в 1906 році, зустріч сталася 3 серпня біля річки Тадуш. Але в книзі Арсеньєв описує свою першу зустріч у 1902 році біля річки Лефу, в той час як зустріч на річці, яку В. К. Арсеньєв називає Тадуш, виявляється другою. Можливо, що Арсеньєв приписав йому деякі риси і вчинки інших провідників, з якими раніше ходив по тайзі. Однак сторінка щоденника із записами про подію на озері Ханка в 1902 році, коли Дерсу врятував В. К. Арсеньєва, збереглася, на ній є неодноразове згадування саме Дерсу..

### Припущення про національність Дерсу Узала
Популярний далекосхідний письменник, директор Хабаровського краєзнавчого музею, декан географічного факультету Хабаровського педагогічного інституту Всеволод Сисоєв висловив припущення, що Дерсу Узала був удегейцем.

Чому Дерсу називають нанайцем? Та перш за все тому, що сам він представився Арсеньєву як гольд, тобто нанаєць, а не ороч і не уде.
— Всеволод Сисоєв
Вчений-краєзнавець мотивував своє припущення наступним:
- Арсеньєв зустрічає Дерсу в землях приморських уде;
- Дерсу одягається в одяг удегейців — штани і куртку з оленячої шкіри, взутий в унти;
- Дерсу з родиною жив у тайзі, взимку — в юрті з жердин, критих корйом, влітку — в берестяному балагані, як і кочівники-удегейці; гольде (нанайці) НЕ кочували;
- За словами Сисоєва, чорна віспа лютувала здебільшого серед удегейців, вони вимирали цілими стойбищами, нанайці ж хворіли віспою рідко;
- Дерсу — мисливець, а не рибалка, він добре знає тайгу, всі гірські річки і ключі, пам'ятає кожну сопку;
- Дерсу вчить Арсеньєва удегейській мові, а не нанайській;
- «Тільки серед приморських уде зустрічалися в той час люди, у яких були русяве волосся, зеленуваті очі …»
- «Згадайте, як він іде з Хабаровська. Не на Амур же йде, а від нього, від Амура. Справжній гольд так не мав йти. Тим більше, що перед смертю людини зазвичай тягне до рідних місць.»

Бесіду з Всеволодом Петровичем Сисоєвим записала далекосхідна письменниця і публіцист Юлія Шестакова в нарисі «Дада», увійшла до книги «Люди-зірки».

## Дерсу Узала в літературі та в кіно

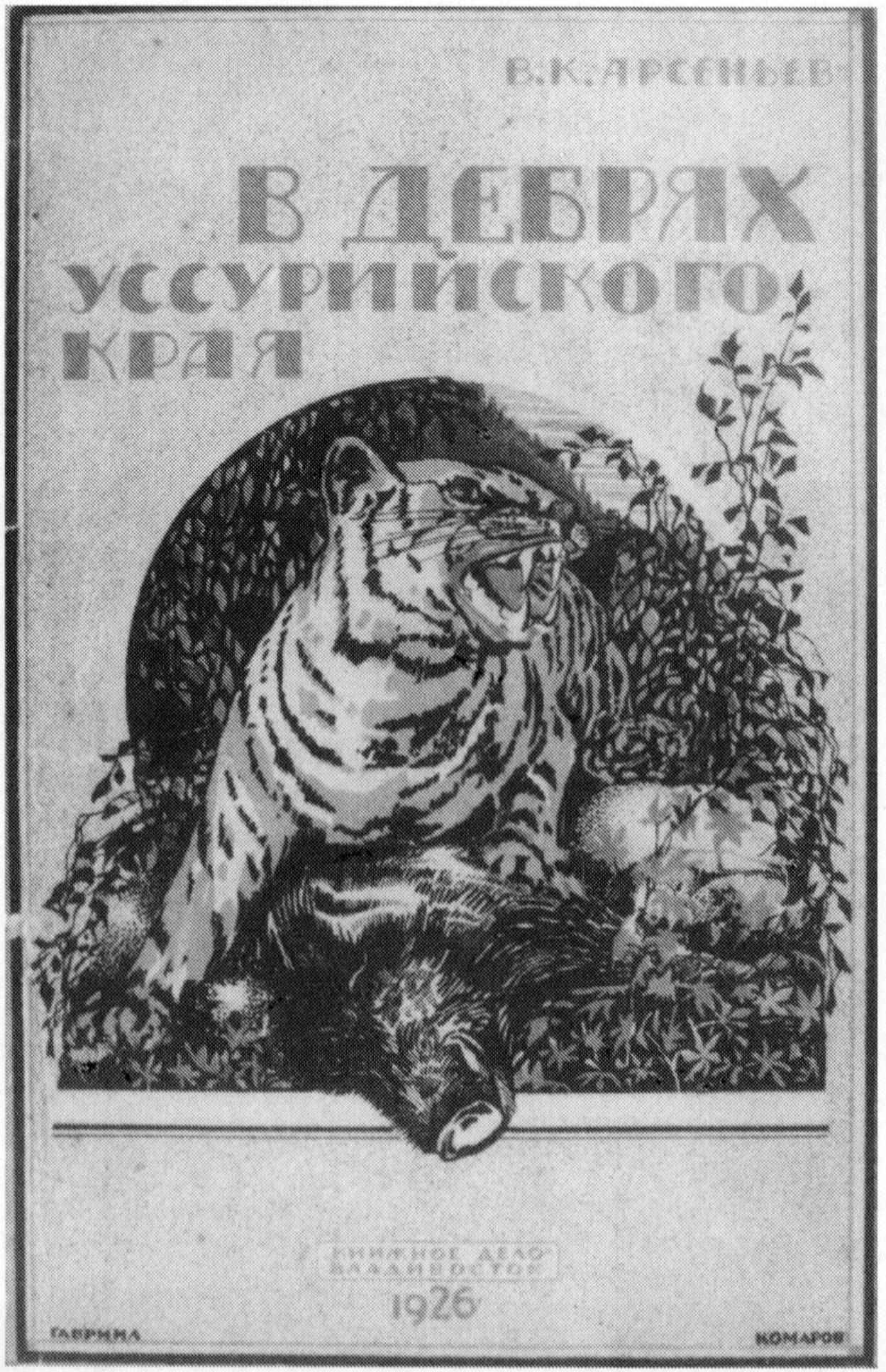
Обкладинка першого видання книги «В нетрях Уссурійського краю» — найбільш відомою з тих, героєм яких є Дерсу Узала. Оригінал був кольоровим.

- Романи В. К. Арсеньєва: «По Уссурійському краю» (1921), «Дерсу Узала» (1923). Крім перших видань, у радянський час видавалися в сильному скороченні (приблизно у два рази) і з численними правками цензури[11]. Книга «В нетрях Уссурійського краю», що здобула популярність в зарубіжній Європі, також створена шляхом значного скорочення і незначного доповнення тексту романів «По Уссурійському краю» і «Дерсу Узала».
- «Дерсу Узала» (1961): режисер Агасі Бабаян, в ролі Дерсу Касим Джакібаєв.
- «Дерсу Узала» (1975): режисер Акіра Куросава, в ролі Дерсу Максим Мунзук. Фільм отримав премію «Оскар» за найкращий іноземний фільм (1976).

## Пам'ять
- На згадку про Дерсу Узала названий астероїд 4142 Дерсу-Узала, відкритий чеським астрономом Зденькою Вавровою в обсерваторії Кліть 28 травня 1981 року.
- Дерсу — село в Красноармійському районі Приморського краю.
- Sikhotelumpia dersuuzalai  — жук, названий на честь Дерсу Узала.

### Пам'ятник Дерсу Узала і Володимиру Арсеньєву

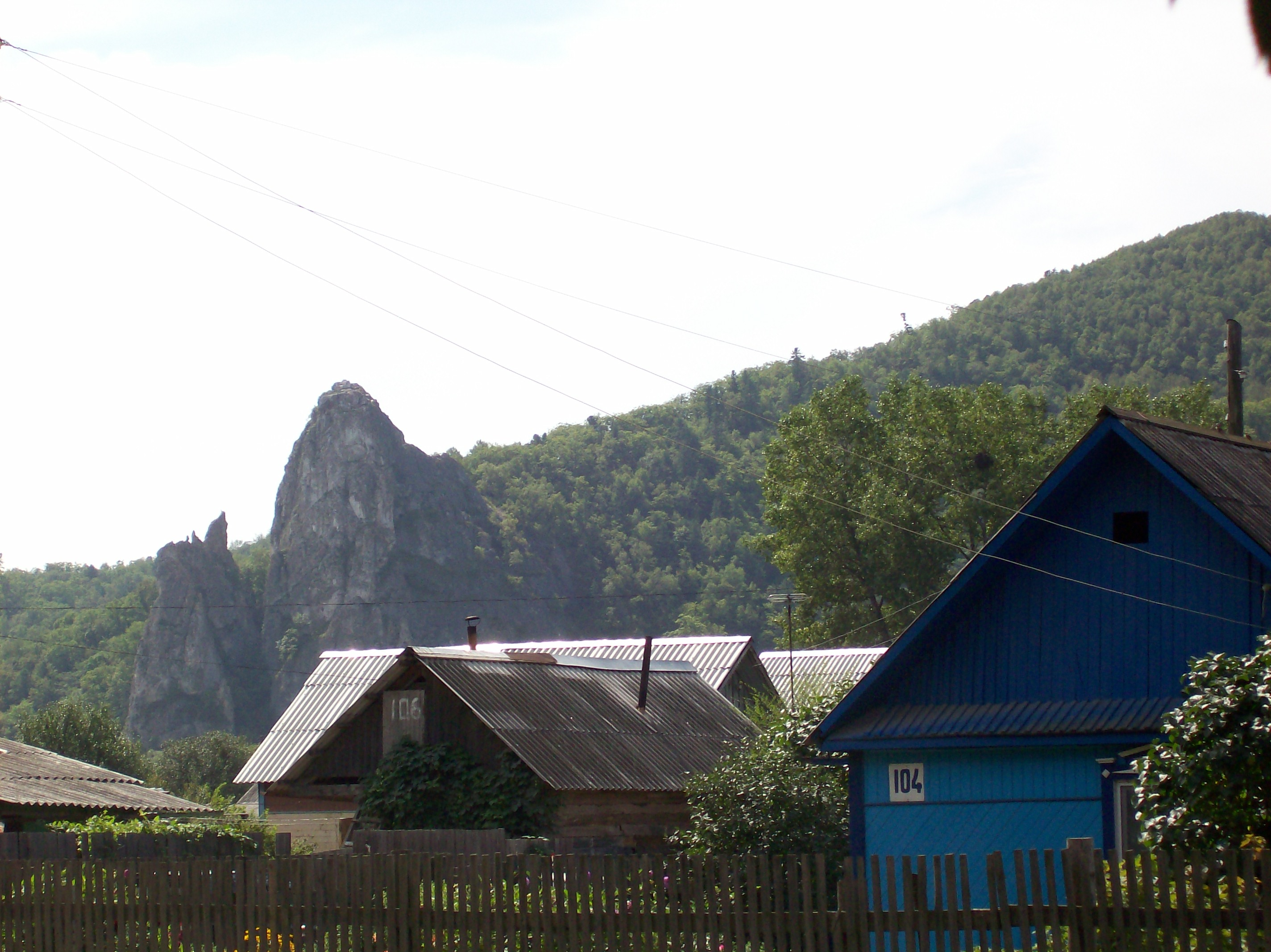
Кавалерово, скеля Дерсу над річкою Дзеркальна (колишня Тадуш),
одне з імовірних місць першої зустрічі Арсеньєва з Дерсу Узала.

Над містом Арсеньєв на сопці Увальна в 1970-і роки був відкритий пам'ятник Володимиру Клавдійович Арсеньєву і його другу Дерсу Узала. Дерсу зображений символічно, в оточенні древніх петрогліфів, зроблених багато століть тому на землі його предків.